# Java (cheval)
Pour les articles homonymes, voir Java.
Le Java est une race de poneys originaire de l'île de Java, en Indonésie. Appartenant au groupe des poneys du sud-est asiatique, il descend de chevaux mongols et chinois. Il sert surtout à la traction.

## Histoire

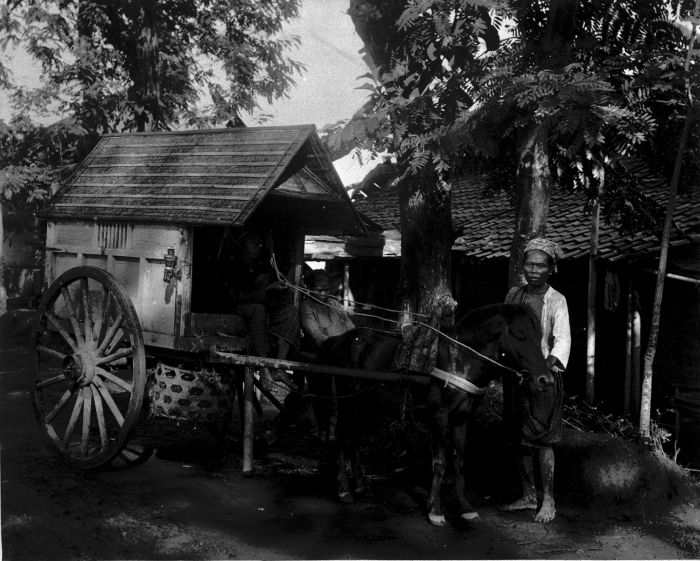
Hippomobile sur l'île de Java vers 1885

Le nom en anglais est « Jawa », qui semble aussi être le nom correspondant en indonésien. L'origine de la race semble très ancienne, avec une influence du cheval mongol et de races chinoises sur le cheptel local,. Les premiers chevaux mongols sont arrivés sur cette île comme présents diplomatiques au VIIe siècle. Des chevaux chinois sont introduits au XIIIe siècle.
La Compagnie hollandaise des Indes orientales a joué un rôle dans le développement de nombreuses races de chevaux indonésiens en mettant en place des chevaux orientaux, Arabe et Barbe, qui ont été importés.
La race de Java ne dispose pas de stud-book.

## Description
Les poneys de Java appartiennent au groupe des poneys du sud-est asiatique. Ils constituent la race équine indonésienne la plus grande en taille, et la moins croisée avec d'autres races. La base de données DAD-IS enregistre une taille moyenne d'environ 1,14 m pour les femelles et 1,20 m pour les mâles. CAB International (2016) indique une moyenne de 1,27 m.
Une certaine convergence morphologique avec l'Arabe est observée.
L'apparence chétive de ce poney est due à son alimentation souvent déficiente. Le corps est étroit. La tête est simple, peu attrayante, avec de longues oreilles et des yeux expressifs. L'encolure est courte et très musclée. Le garrot est prononcé, les épaules assez inclinées, la poitrine profonde et large. Ils ont tendance à avoir un dos long et une croupe légèrement inclinée avec une queue attachée haut, sans doute due à leur ascendance arabe. Les jambes de cette race sont d'étrange conformation, mais étonnamment fortes. Ils ont les os fins et les articulations peu développées, leurs pieds sont durs. 
Ils se trouvent dans une grande variété de robes.
Les Java sont très disposés, calmes, et ils ont très bon tempérament. Ils sont doués d'une très grande résistance à la chaleur, et d'une endurance impressionnante. La race est bien adaptée au climat tropical de l'Indonésie. En dépit de leur petite taille, ces poneys peuvent travailler sans relâche toute une journée sous la chaleur.

## Utilisations

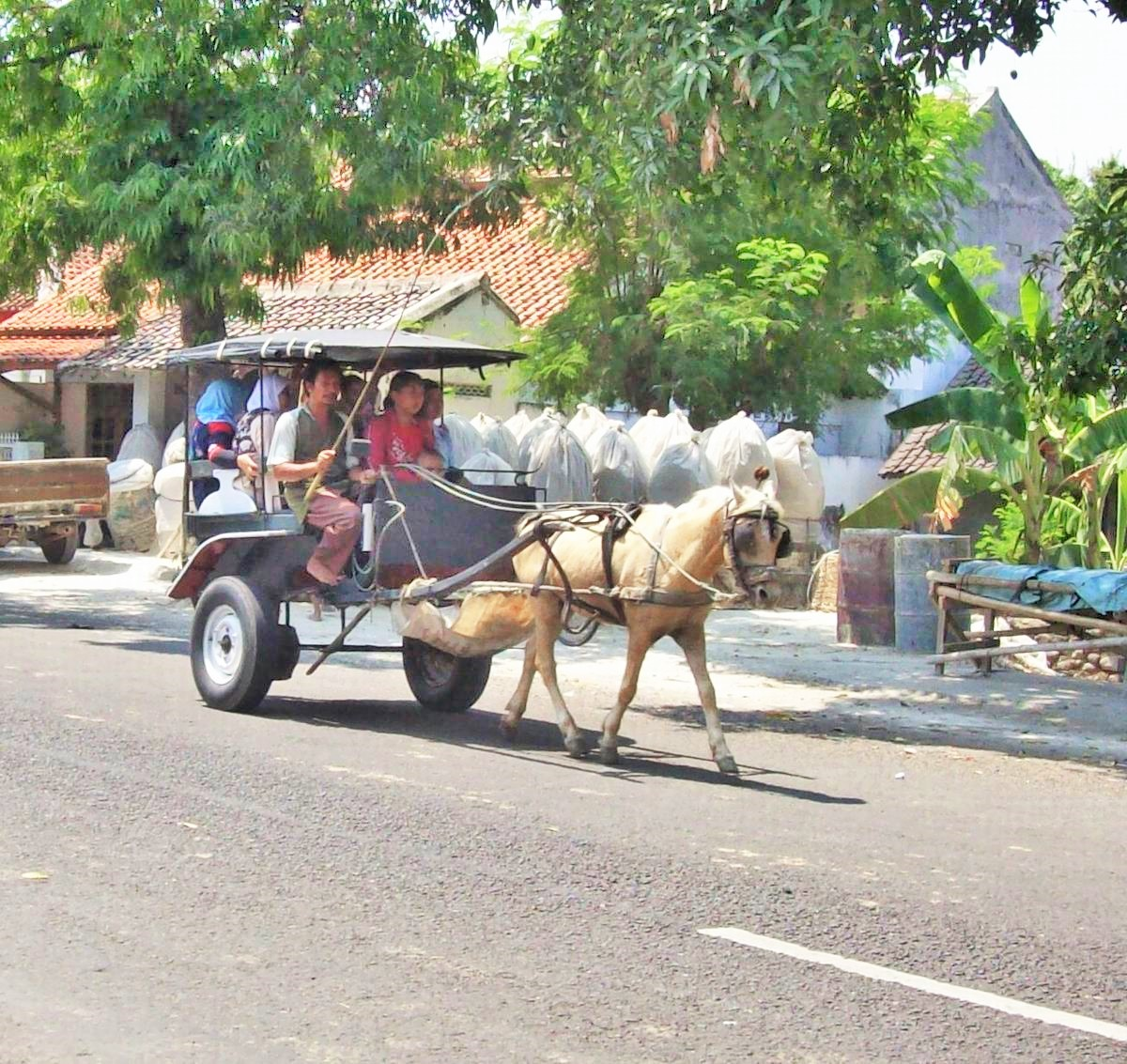
Poney attelé à un dokar sur l'île de Java en 2008.

Le poney Java est utilisé principalement pour la traction légère, et plus rarement sous la selle. Il est mis au travail en agriculture dans les zones rurales, et pour le transport des passagers et des marchandises dans les villes. L'une des utilisations principales est la traction des taxis indonésiens. Ils sont souvent employés à la fois pour le transport des marchandises et des personnes, sont également très utiles en tant que poneys de bât et d'équitation. Sur l'île de Java, ils servent à ces deux fins. 
Contrairement à d'autres races indonésiennes, ce poney est souvent équipé d'une selle en bois et d'étriers formés d'un morceau de corde avec une boucle.

## Diffusion de l'élevage
Le Java est classé, dans DAD-IS, comme race locale et localement adaptée à l'Indonésie, propre à l'Est de l'île de Java. D'après l'évaluation de la FAO réalisée en 2007, la race « kuda-Jawa » est « non menacée ». L'étude menée par Rupak Khadka de l'université d'Uppsala, publiée en août 2010 pour la FAO, le signale comme une race locale asiatique non-menacée d'extinction. Le niveau de menace en 2018 est inconnu. Par ailleurs, l'ouvrage Equine Science (4e édition de 2012) le classe parmi les races de poneys peu connues au niveau international.
En 1997, environ 50 000 poneys Java étaient recensés dans toute l'Indonésie, avec tendance à la baisse.